# Yeonsangun
Yeonsangun (koreanisch: 연산군) (* 23. November 1476 in Changdeokgung-Palast, Hanseong, Joseon; † 20. November 1506 auf der Insel Ganghwado) war während seiner Regierungszeit von 1494 bis 1506 der 10. König der Joseon-Dynastie (조선 왕조) (1392–1910) in Korea.

## Leben
Yi Yung, wie König Yeonsangun zu seiner Geburt genannt wurde, war der älteste Sohn von König Seongjong (성종) und dessen zweiter Frau Jeheon (재헌). Von seinem Vater wurde er als Prinz Yeonsan (연산) zum Nachfolger erklärt und folgte nach seiner Krönung, die in der Injeongjeon-Halle (인정전) (Haupthalle) des Changdeokgung-Palastes (창덕궁) vollzogen wurde, seinem Vater 1494 auf den Thron. Er residierte in den folgenden Jahren im Changdeokgung-Palast in Hanseong.
In den ersten vier Jahren seiner Regentschaft folgte er in seinen Regierungsgeschäften dem politischen Vermächtnis seines Vaters. Doch dann ließ er zahlreiche Gelehrte in zwei Massakern, die als Muosahwa (무오사화) und Gapjasahwa (갑자사화) in die Geschichte Joseons eingehen sollten, exekutieren, da er sie für die Degradierung seiner Mutter, die sie erfahren musste, verantwortlich machte. Auch tötete er zwei Konkubinen seines Vaters und ihre Söhne sowie seine Großmutter, die verwitwete Königin Insu (인수). Außerdem begann er durch einen ausschweifenden Lebenswandel und durch seine Extravaganzen das Geld des Staates zu verprassen.
Er entweihte die Sungkyunkwan (성균관), das Bildungsinstitut der Joseon-Dynastie, den Wongaksa-Tempel (원각사), in dem der dort Mädchen tanzen und singen ließ und den Heungcheonsa-Tempel (흥천사), den er zu einer Pferdescheune umwidmete. Genug von seinem schändlichen Verhalten, wurde König Yeonsangun schließlich 1506 in einer Revolte entthront, die von Teilen des Hofes und Prinz Jinseong (진성), einem Sohn von König Seongjong (성종) ausging.
König Yeonsangun wurde auf die Insel Ganghwado (강화도) in die Verbannung geschickt, wo er kurze Zeit später an einer Krankheit verstarb. Er wurde zunächst auf der Insel beerdigt und 1513 von König Jungjong auf Bitten Yeonsanguns Frau im königlichen Grab von Jeongneung in Hanseong beigesetzt.